# Montfort, Maine-et-Loire

Montfort este o comună în departamentul Maine-et-Loire, Franța. În 2009 avea o populație de 110 de locuitori.